# Timon Seubert
Timon Seubert (Hamburg, 23 april 1987) is een Duits wielrenner die sinds 2010 uitkomt voor Team NetApp.
Hij heeft nog een professionele overwinningen geboekt, maar eindigde in 2010 als tweede in het eindklassement van de Ronde van Slowakije

## Grote rondes
| Jaar | Ronde van Italië | Ronde van Frankrijk | Ronde van Spanje |
| ---- | ---------------- | ------------------- | ---------------- |
| 2010 |                  |                     |                  |
| 2011 |                  |                     |                  |
| 2012 | opgave           |                     |                  |